# 善福院 (伊賀市)
善福院（ぜんぷくいん）は、三重県伊賀市にある、真言宗豊山派の仏教寺院。山号は松涼山（しょうりょうざん）。本尊は十一面観世音菩薩。

## 歴史
寺伝によると本尊の十一面観音立像は、大和国長谷寺の本尊である十一面観音立像（重要文化財）の、試作であったと伝えられることから、当山は天平年間（729年 - 749年）には存在していたことが伺われる。
昭和36年（1961年）の台風により、樹齢400年と推定されていた松の大木が倒れてしまい、その後信者らにより「影向の松」と称し、三代目が植えられている。

## 伽藍・境内

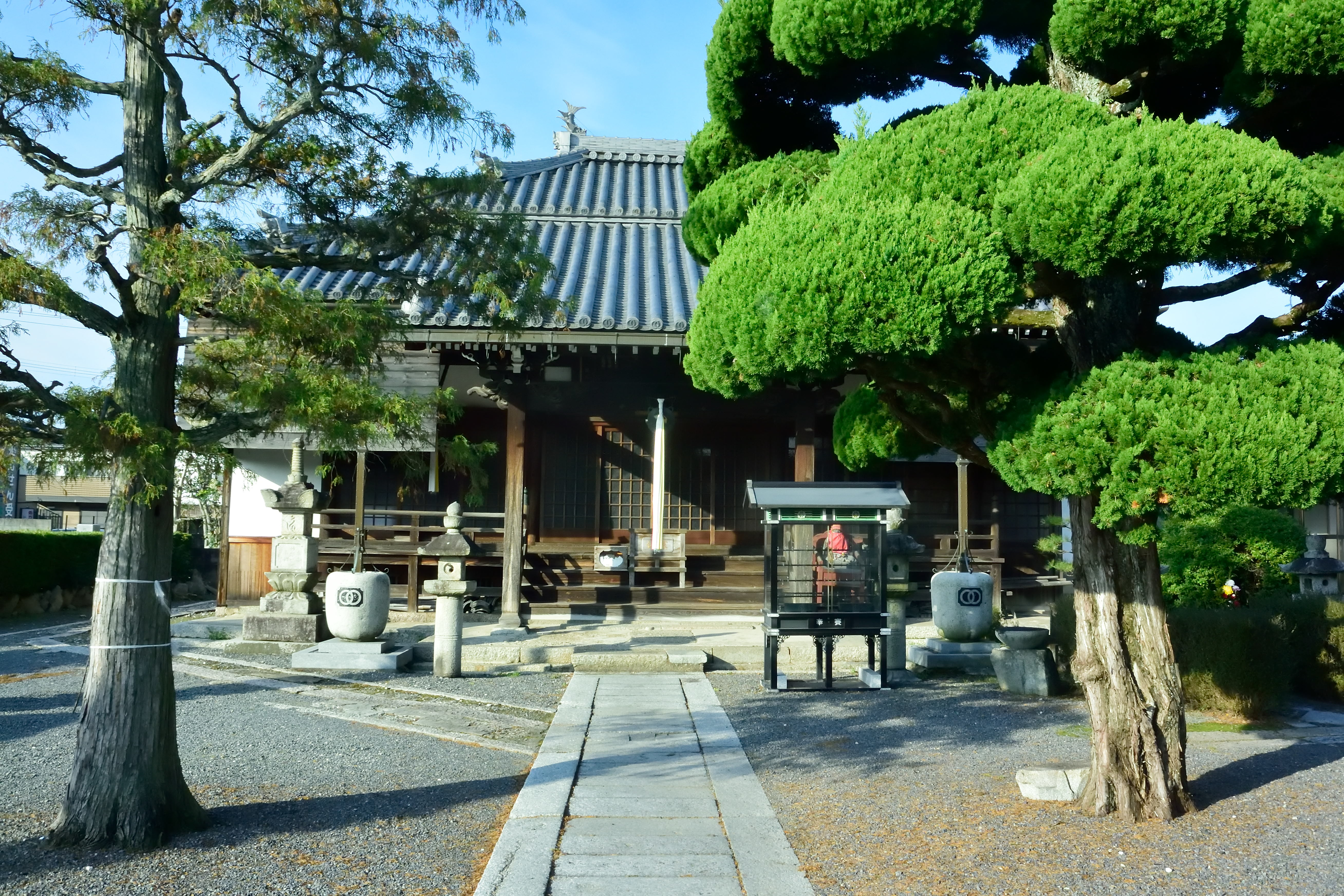
本堂

本堂には本尊の十一面観世音菩薩の他、柳谷観世音立像、地蔵菩薩座像等が安置されており、境内には、歓喜天を祀る聖天堂、本堂の前には享保4年（1719年）建立の宝篋印塔、大正11年（1922年）建立の石造十三重塔の他、白龍王神、八大龍神と刻まれた石造の碑がある。
当山は、寺町と新町の中間にあり、境内の通路を通って両町への行き来が出来ることから、「ゆきぬけ寺」として、近隣の人々から親しまれている。

## 周辺
- 松尾芭蕉生家
- 上野城（上野公園）

## アクセス
- 伊賀鉄道広小路駅より南へ約0.2km
- 名阪国道 上野東インターチェンジより北へ約1.6km
- 名阪国道中瀬インターチェンジより西へ約3km